# Дериват (лингвистика)
Дерива́т (от лат. derivatus — отведённый) — термин дериватологии, под которым в узком смысле понимается мотивированное (производное) слово; в широком смысле — любая вторичная, то есть обусловленная (и мотивированная) другим языковым знаком или совокупностью знаков, единица номинации независимо от её структурной простоты или сложности. В первом случае «дериват» является термином словообразования (или деривационной морфологии), синонимичным термину «мотивированное (производное) слово» (лес → лес-ной, бледн-ый → бледн-ость, англ. happy «счастливый» → happi-ness «счастье»); во втором случае охватывает все вторичные (результативные) языковые единицы — новые словоформы, слова, предложения, тексты, образующиеся в результате различных деривационных процессов: фонетической (морфонологической) деривации (век → веч-ный), словоизменительной деривации (игра-ть → игра-ю), словообразовательной деривации (дояр-ка → дояр), лексической деривации (ледяной (покров) → ледяной (взгляд)), синтаксической деривации (Солнце выжгло траву → Солнцем выжгло траву), коммуникативно-смысловой деривации (Москва всем городам мать → Москва — она всем городам мать).
Дериваты, образуемые при помощи редеривации (обратного словообразования), которая заключается в устранении имеющегося в составе мотивирующего слова аффикса (траст-овый → траст), называют редериватами. Дериваты, находящиеся на одной ступени деривации (в равных словообразовательных отношениях с мотивирующим словом), называют кодериватами, например, составляющие словообразовательной парадигмы от мотивирующего слова дом → дом-ик, дом-ина, дом-ище, дом-овой и т. п.